# BF-01D
BF-01D (ビーエフ ゼロ いち ディー ) バッファロー製のモバイルWi-Fiルーターで、NTTドコモによる第3.9世代移動通信システム、Long Term Evolution（LTE）通信サービスXi（クロッシィ）に対応したモバイルWiFiルータ端末である。Xi回線以外にもFOMAハイスピードや公衆無線LAN接続を使ってWi-Fi通信が可能である。また、クレードルに搭載されているEthernet端子を利用して有線LANも可能である。

## 概要
発売中止となったBF-01Cをスペックアップし、サイズ変更・型番変更の上で発売された。
国際ローミング（WORLD WING）に対応しており、3G通信、HSDPA/HSUPAでのローミングに対応している。

### その他機能
- SPIパケットフィルタリング
- フレッツIPv6サービス
- VPN(PPTP)
- 静的IPマスカレード
- DMZアドレス設定
- DHCPサーバー/クライアント
- UPnP
- ダイナミックDNS
- MACアドレス制限
- 無線LAN規格LAN側 IEEE802.11g / IEEE802.11b / IEEE802.11a / IEEE802.11n
- 無線LAN規格WAN側 IEEE802.11n / IEEE802.11g / IEEE802.11b

## 歴史
- 2012年1月25日 - すでに発表されていたBF-01Cの仕様・筐体サイズの変更に伴い、BF-01Cとしては発売中止のうえで、BF-01Dとして発売することをNTTドコモより発表。
- 2012年3月16日 - 発売日を発表
- 2012年3月23日 - 発売開始

## 不具合・アップデート
2012年8月8日のアップデート
- 電源起動時、まれにドコモUIMカードを認識しない場合がある不具合を修正。

2013年12月17日のアップデート
- バッファロー・ダイナミックDNSサービスが利用できない場合がある不具合を修正する。
- ビルド番号が1.83、1.84から1.86になる。